# Młyńska (Góry Złote)
Młyńska – wzniesienie o wysokości 828 m n.p.m. w Górach Złotych w Sudetach Wschodnich, leżący na granicznym grzbiecie, oddzielającym Polskę od Czech.

## Położenie
Wzniesienie, położone na granicy polsko-czeskiej w Sudetach Wschodnich, w południowo-zachodniej części Gór Złotych, na terenie Śnieżnickiego Parku Krajobrazowego, wznosi się między wzniesieniem  Borówkowa, po północno-zachodniej stronie i  Przełęczą Lądecką po południowo-wschodniej stronie, około 5,1 km, na północny wschód od miejscowości Lądek-Zdrój.

## Fizjografia
Graniczne wzniesienie o spłaszczonym słabo zarysowanym wierzchołku, który wyrasta na południowo-wschodnim zboczu Borówkowej, charakteryzujące się dość stromym wschodnim i zachodnim zboczem, regularną rzeźbą i ukształtowaniem o kopulastym kształcie z mało wyraźnym szczytem, który jest ledwo zauważalny w terenie. Grzbietowe zbocze południowo-wschodnie łagodnie opada wzdłuż granicy w kierunku niewielkiego siodła i przechodzi w zbocze niższego o 33 m. wzniesienia Ostrý vrch. Wzniesienie w całości zbudowane ze skał metamorficznych, głównie z gnejsów gierałtowskich oraz łupków krystalicznych. Na zboczach wzniesienia pośród drzew występują charakterystyczne pojedyncze niewielkie skałki. Wzniesienie porośnięte w większości naturalnym lasem mieszanym regla dolnego, a w partiach szczytowych świerkowym. Położenie wzniesienia, kształt oraz mało wyraźny szczyt czynią wzniesienie nierozpoznawalnym w terenie. Na południowo-zachodnim zboczu położona jest wyludniająca się mała miejscowość Wrzosówka.

## Ciekawostki
- Najwyższy punkt wzniesienia położony jest na obszarze Polski, północno-wschodnia część szczytu od granicy grzbietu leży na terytorium Czech.
- W przeszłości prawie pod sam szczyt wzniesienia podchodziły zabudowania Wrzosówki. Obecnie można znaleźć resztki zabudowań[2].

## Turystyka
Przez szczyt prowadzi szlak turystyczny
- zielony – prowadzący wzdłuż granicy państwowej od  Przełęczy Różaniec do Niemojowa.
- niebieski – czeski szlak prowadzący na Borówkową.
- Do szczytu można dojść od Wrzosówki ścieżką a następnie zielonym szlakiem wzdłuż granicy państwa wąskim pasem pozbawionym drzew.
- W niewielkiej odległości od szczytu w kierunku południowo-wschodnim położony jest niewielki punkt widokowy.